# Etropole

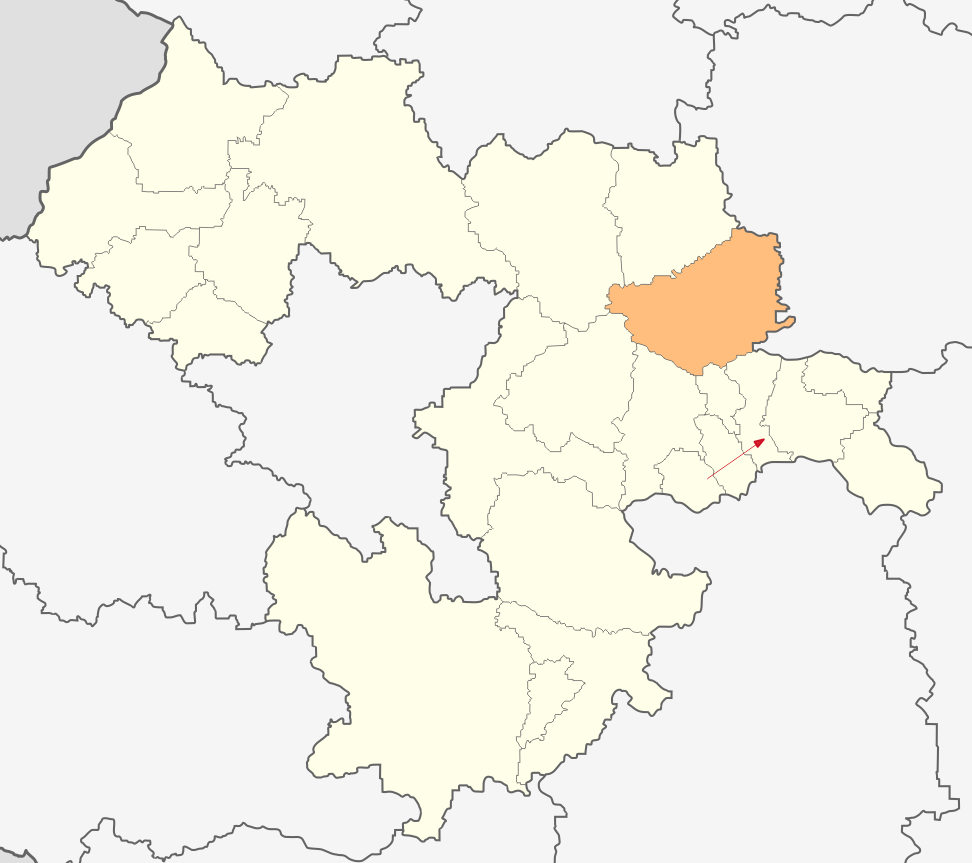
Lage der Gemeinde (orange) in der Oblast Sofia

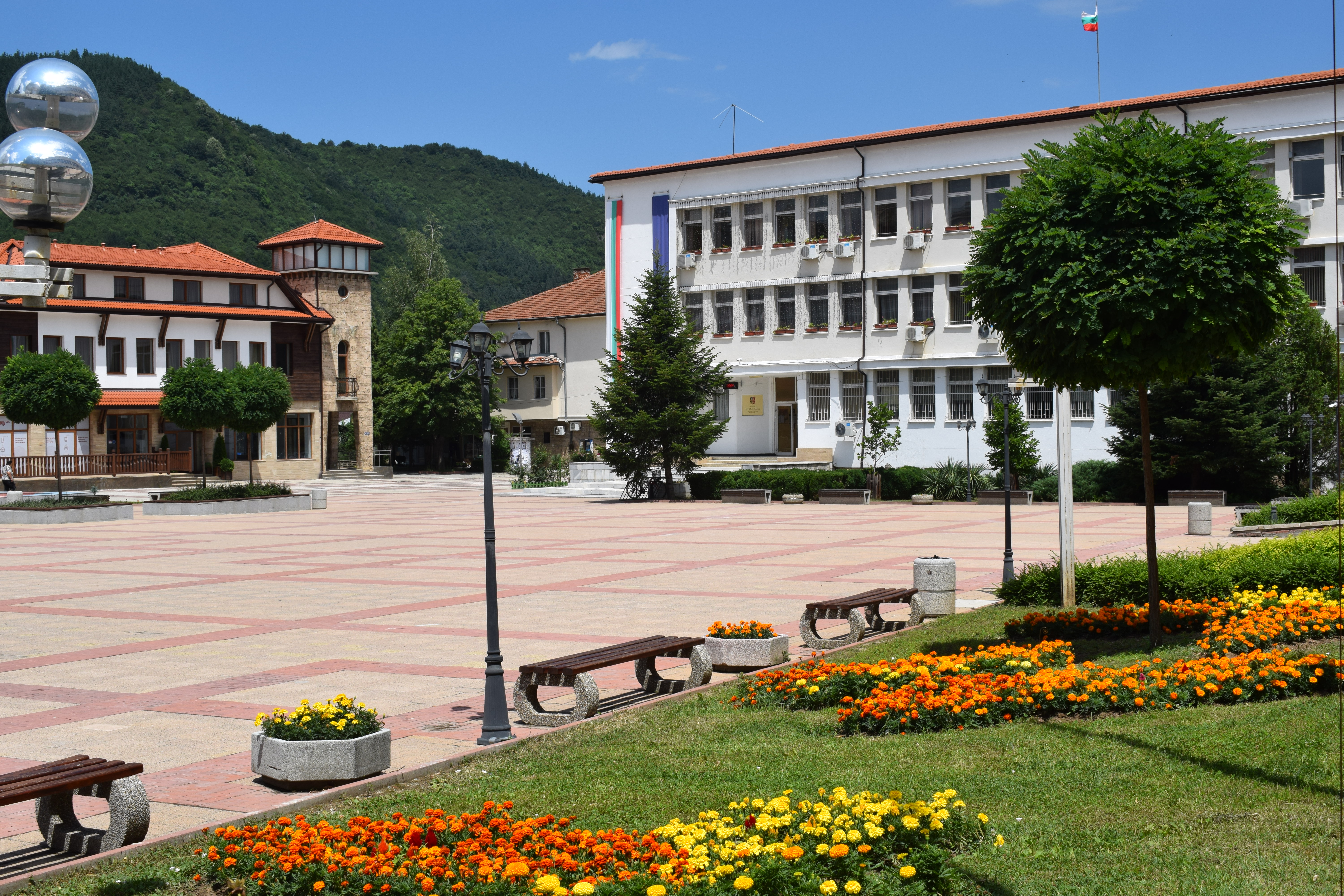
Zentrum der Stadt

Etropole (bulgarisch Етрополе) ist eine Stadt in Westbulgarien. Sie ist Zentrum der gleichnamigen Gemeinde und liegt in der Oblast Sofia.

## Lage
Etropole liegt im Tal des Flusses Malak Iskar, ein Zufluss des Iskars, am Rande des Balkangebirges. Die nächstgelegene Stadt, Botewgrad, befindet sich 25 km von Etropole entfernt. Die Stadt befindet sich auf einer Höhe von 550 m.

## Gemeindegliederung
Außer der Stadt Etropole liegen in der Gemeinde noch folgende Dörfer:
- Boikovetz (Бойковец)
- Brusen (Брусен)
- Gorunaka (Горунака, hatte 2021 nur 4 Einw., Teil der Stadt Etropole)
- Laga (Лъга)
- Lopjan (Лопян)
- Malki Iskar (Малки Искър, Teil von Brusen)
- Oselna (Оселна, hatte 2021 nur 8 Einw., Teil von Brusen)
- Ribariza (Рибарица)
- Jamna (Ямна)

## Geschichte
Die Gegend um Etropole ist seit dem 3. Jahrtausend vor Chr. bewohnt.
1710 wurde ein osmanischer Uhrturm (Sahat Kula) vom Baumeister Todor errichtet. Zuerst noch als Wachturm gebaut, wurde 1821 eine Uhr hinzugefügt.
Der Etropole Peak wurde 2005 nach der Stadt benannt. Er ist ein Berggipfel auf Livingston-Island vor der Westantarktis.

## Wirtschaft
Die Stadt an sich ist eher touristisch geprägt. Besucher kommen, auch aus weiter entfernten Gegenden, um die Sehenswürdigkeiten (siehe unten) zu erkunden. Jedoch gibt es 10 km weiter südlich mit dem Bergwerk Elazite einen großen Arbeitgeber, welcher 2000 Personen beschäftigt.

## Kultur und Sehenswürdigkeiten
Die Stadt besitzt ein 1958 eröffnetes Museum über die Geschichte der Stadt.
5 km östlich, oberhalb des Dorfes Ribariza, liegt das Kloster „Stara Troiza“. Unweit von dem Kloster befindet sich der Wasserfall Varobitez. Hier stürzt das Wasser 12 m tief. Er ist ein Naturdenkmal.
Weitere Sehenswürdigkeiten:
- Der Kurort Jamna liegt 10 km von Etropole entfernt.
- Überreste einer thrakischen Festung, später Tschertigrad benannt, welche eine der wenigen erforschten im Land ist, liegt südöstlich vom Dorf Lopjan, 18 km von Etropole entfernt. Der Felsenkomplex wurde 1981 zum Naturdenkmal erklärt, da er in einem Gebiet mit seltenen Tier- und Pflanzenarten liegt.
- Auf dem Hügel Sweti Atanas liegen Überreste einer mittelalterlichen Festung.

## Verkehr
Durch die Stadt verläuft die Straße Ii-37.